# Reis (Familienname)
Reis ist ein portugiesischsprachiger und deutschsprachiger Familienname. Die spanischsprachige Variante des portugiesischsprachigen Namens ist Reyes.

## Namensträger

### A
- Albano Reis (1944–2004), brasilianischer Politiker
- Alexander Reis (* 1967), österreichischer Augenchirurg
- Alfred Reis (1882–1951), österreichischer Chemiker und Physiker
- Alice Reis (1903–1942), deutsche römisch-katholische Märtyrerin und Opfer des Holocaust
- Aline Villares Reis (* 1989), brasilianische Fußballspielerin
- Alois Reis (1835–1891), württembergischer Oberamtmann
- Alves dos Reis (1898–1955), portugiesischer Betrüger
- Alzira Sequeira Freitas dos Reis (* 1979), osttimoresische Frauenrechtlerin
- Amorin Imbrolia de Araújo dos Reis (* 1997), osttimoresische Taekwondoin
- André Reis (* 1960), deutscher Mediziner
- Aniceto dos Reis Gonçalves Viana (1840–1914), portugiesischer Romanist, Lusitanist, Phonetiker und Lexikograf
- António dos Reis (Theologe) (1690–1738), portugiesischer Theologe und Historiker
- Antônio Reis (Bischof) (1885–1960), brasilianischer Geistlicher, Bischof von Santa Maria
- António Reis (Regisseur) (1927–1991), portugiesischer Regisseur und Drehbuchautor
- António Reis (Schauspieler) (* 1945), portugiesischer Schauspieler
- António Reis (Historiker) (* 1948), portugiesischer Historiker
- António dos Reis Lobato, portugiesischer Gelehrter
- António dos Reis Rodrigues (1918–2009), portugiesischer Geistlicher, Weihbischof in Lissabon
- Antônio Carlos Konder Reis (1924–2018), brasilianischer Politiker
- António José Luís dos Reis (* 1949), portugiesischer Bauingenieur
- António Soares dos Reis (1847–1889), portugiesischer Bildhauer
- Aurélio Paz dos Reis (1862–1931), portugiesischer Filmregisseur und Florist

### B
- Bety Reis (* 1983), osttimoresische Schauspielerin, Regisseurin und Filmproduzentin
- Bonifácio dos Reis, osttimoresischer Politiker

### C
- Caetano Reis e Sousa (* 1968), portugiesischer Immunologe
- Carlos Reis (Maler) (1863–1940), portugiesischer Maler
- Carlos Reis (Philologe) (* 1950), portugiesischer Literaturwissenschaftler
- Carlos Reis (Bogenschütze) (* 1955), portugiesischer Bogenschütze
- Carlos Vieira Reis (* 1935),  portugiesischer Chirurg und Schriftstellerarzt
- Cléber Reis (* 1990), brasilianischer Fußballspieler
- Custodio Dos Reis (1922–1959), französischer Radrennfahrer

### D
- Daniela Reis (* 1988), deutsche Musikerin, Ex-Mitglied von Schnipo Schranke, Mitglied von Ducks on Drugs
- Daniela Reis (Radsportlerin) (* 1993), portugiesische Radsportlerin
- Dary Reis (1926–2010), brasilianischer Schauspieler
- Deborah Reis (* 1996), uruguayische Turnerin
- Domingos Mariano Reis (* 1983), osttimoresischer Politiker
- Dominik Dos-Reis (* 1993), österreichisch-französischer Schauspieler
- Douglas dos Reis (* 1995), brasilianischer Diskuswerfer

### E
- Eduardo dos Reis Carvalho (* 1982), portugiesischer Fußballtorwart
- Egmont Reis (* 1944), deutscher Architekt
- Élia António de Araújo dos Reis Amaral, osttimoresische Politikerin
- Enoque da Silva Reis (1907–1998), brasilianischer Jurist und Politiker
- Erhard Reis (1928–1991), deutscher Fernsehmoderator und Autor

### F
- Francisco dos Reis (Geistlicher), osttimoresischer Geistlicher
- Francisco dos Reis Magno (Loko Meo), osttimoresischer Freiheitskämpfer

### G
- Geraldo Ferreira Reis (1911–1995), brasilianischer Geistlicher, römisch-katholischer Bischof von Leopoldina
- Geraldo Majela Reis (1924–2004), brasilianischer Geistlicher, Erzbischof von Diamantina
- Geraldo dos Reis Maia (* 1964), brasilianischer Geistlicher, Bischof von Araçuaí
- Gilberto dos Reis (* 1940), portugiesischer Geistlicher

### H
- Hans Edgar Reis (1939–2011), deutscher Mediziner
- Hans-Joachim Reis (1926–2023), deutscher Politiker (CDU)
- Hermann Reis (1896–1944), deutsch-jüdischer Rechtsanwalt und Notar

### I
- Irving Reis (1906–1953), US-amerikanischer Filmregisseur, Drehbuchautor, Kameramann und Produzent

### J
- Jéssica dos Reis (* 1993), brasilianische Weitspringerin
- João Belo dos Reis (* 1971), osttimoresischer Polizist
- João Lucas Reis da Silva (* 2000), brasilianischer Tennisspieler
- Joaquim José Gusmão dos Reis Martins, osttimoresischer Politiker, siehe Joaquim Gusmão Martins
- Jonatan Ferreira Reis (* 1989), brasilianischer Fußballspieler
- Jonathan Reis (* 1989), brasilianischer Fußballspieler
- José Reis (Mediziner) (1907–2002), brasilianischer Mediziner und Wissenschaftspublizist
- José Reis (Politiker) (José Maria dos Reis), osttimoresischer Politiker
- José Antônio dos Reis (1798–1876), brasilianischer Geistlicher, Bischof von Cuiabá
- José Maria Chaves dos Reis (* 1962), brasilianischer Geistlicher, Bischof von Abaetetuba
- José Roberto dos Reis (* 1977), brasilianischer Ordensgeistlicher, Weihbischof in Goiânia
- Júlio Maria dos Reis Pereira (1902–1983), portugiesischer Maler und Lyriker

### K
- Kali Reis (* 1986), US-amerikanische Boxsportlerin und Schauspielerin
- Kurt Reis (* 1928), deutscher Schriftsteller
- Kurtoğlu Hızır Reis, osmanischer Admiral

### L
- Lippmann Wolff Reis (1788–1851), deutscher Kaufmann, Hofbankier und Lotterieeinnehmer
- Ludovit Reis (* 2000), niederländisch-slowakischer Fußballspieler
- Luís dos Reis (* 1962), brasilianischer Fußballtrainer
- Luiz Marcelo Morais dos Reis (* 1990), brasilianischer Fußballspieler, siehe Lulinha

### M
- Manoel dos Reis de Farias (* 1946), brasilianischer Geistlicher, Bischof von Petrolina
- Manuel Soares dos Reis (1910–1990), portugiesischer Fußballspieler
- Marc Reis (* 1982), deutsch-amerikanischer Rapper
- Marcos Roberto Silveira Reis (* 1973), brasilianischer Fußballtorhüter
- Marga Reis (* 1941), deutsche Germanistin, Linguistin und Hochschullehrerin
- Maria Angélica Rangel da Cruz dos Reis (* 1973), osttimoresische Politikerin
- Maria Firmina dos Reis (1825–1917), brasilianische Dichterin und Journalistin
- Maria Maia dos Reis e Costa (* 1958), osttimoresische Politikerin
- Mario Reis (* 1953), deutscher Künstler
- Mário Nicolau dos Reis, osttimoresischer Politiker
- Marvin Reis (* 1992), deutscher Reggaemusiker, siehe Miwata
- Matt Reis (* 1975), US-amerikanischer Fußballtorhüter
- Merício Juvinal dos Reis (* 1974), osttimoresischer Politiker
- Messias dos Reis Silveira (* 1958), brasilianischer Geistlicher, Bischof von Teófilo Otoni
- Michael Simon Reis (* 1984), deutscher Koch
- Michel Reis (* 1982), luxemburgischer Jazzmusiker
- Monika Reis (* 1951), österreichische Politikerin (ÖVP)
- Múcio José Reis (* 1951), brasilianischer Politiker
- Muhammet Reis (* 1984), türkischer Fußballspieler

### N
- Nataniel Reis (* 1995), osttimoresischer Fußballspieler

### O
- Oliver Reis (* 1971), deutscher römisch-katholischer Theologe
- Oséas Reis dos Santos (* 1971), brasilianischer Fußballspieler
- Otto Maria Reis (1862–1934), deutscher Geologe und Paläontologe

### P
- Paola Reis (* 1999), brasilianische Radrennfahrerin
- Patrocínio Fernandes dos Reis, osttimoresischer Politiker
- Paulo Reis (* 1952), brasilianischer Schauspieler und Regisseur
- Pedro dos Reis, osttimoresischer Politiker
- Pedro Cabrita Reis (* 1956), portugiesischer Bildhauer und Installationskünstler
- Philipp Reis (1834–1874), deutscher Physiker und Erfinder

### R
- Ricardo Reis, ein Pseudonym von Fernando Pessoa (1888–1935), portugiesischer Dichter
- Ricardo Reis (Wirtschaftswissenschaftler) (* 1978), portugiesischer Wirtschaftswissenschaftler
- Riquelme Reis de Almeida de Jesus dos Santos (* 2006), brasilianischer Fußballspieler
- Ronei Gleison Rodrigues dos Reis (* 1991), brasilianischer Fußballspieler
- Rosani Reis, brasilianische Sängerin
- Rudolf Reis (* 1925), deutscher Politiker (DPS), MdL Saarland
- Rui Costa Reis (* 1968), portugiesisch-angolanischer Unternehmer und Hollywood-Filmproduzent

### S
- Salvador Eugénio Soares dos Reis Pires, osttimoresischer Politiker
- Selma Reis (um 1961–2015), brasilianische Schauspielerin und Sängerin
- Sigismund Reis († 1779), deutscher Barockmaler
- Sofie Reis (1867–1930), deutsche Frauenrechtlerin
- Sotero dos Reis (1800–1871), brasilianischer Journalist, Dichter, Schriftsteller und Philologe
- Stefan Reis (* 1993), deutscher Schauspieler

### T
- Tardeli Barros Machado Reis (* 1990), brasilianischer Fußballspieler
- Thomas Reis (Kabarettist) (1963–2024), deutscher Kabarettist und Autor
- Thomas Reis (Fußballspieler) (* 1973), deutscher Fußballspieler und -trainer
- Timo Reis (* 1979), deutscher Mathematiker und Hochschullehrer
- Toni Reis (* 1964), brasilianischer LGBT-Aktivist

### V
- Vicente dos Reis († 1979), osttimoresischer Politiker und Freiheitskämpfer
- Viktor van der Reis (1889–1957), deutscher Mediziner
- Vitor Reis (* 2006), brasilianischer Fußballspieler

### W
- Wallace Reis da Silva (* 1987), brasilianischer Fußballspieler
- Wanda Reis (* 1953), brasilianische Politikerin
- Wanderley Alves dos Reis (Wando; 1945–2012), brasilianischer Musiker